# Olin Hacker
Olin Hacker (* 21. Mai 1997 in Madison, Wisconsin) ist ein US-amerikanischer Leichtathlet, der sich auf die Mittelstreckendistanzen spezialisiert hat.

## Leben
Olin Hacker wurde in Madison, im US-Bundesstaat Wisconsin, geboren, wo er anschließend mit drei Geschwistern aufwuchs. Sein Vater, Tim Hacker, war früher ebenfalls als Läufer aktiv, der 1985 den NCAA-Titel im Crosslauf für die University of Wisconsin gewann. Olin besuchte die Madison West High School, bevor er als Student der Biologie ebenfalls an die University of Wisconsin wechselte. Das Studium schloss er 2021 erfolgreich ab. Anschließend schloss er ein Studium der Bewegungswissenschaften an.

## Sportliche Laufbahn
Olin Hacker trat er im Jahr 2014 in ersten Wettkämpfen über die Mittelstreckendistanzen an. 2016 trat er bei den US-Meisterschaften im 5000-Meter-Lauf an und konnte die Bronzemedaille gewinnen. Damit wurde er ins Team für die U20-Weltmeisterschaften in Bydgoszcz ausgewählt. Dort belegte er über 5000 Meter den 19. Platz. 2017 lief er die 5000 Meter in einem Wettkampf erstmals unterhalb der 14-Minuten-Marke. 2021 startete Hacker dann zum ersten Mal in landesweiten Wettkämpfen für die University of Wisconsin. Er erreichte über 5000 Meter das Finale der NCAA-Meisterschaften, in dem er auf den 19. Platz lief. Im Juni verbesserte er seine 5000-Meter-Bestzeit deutlich auf 13:35,52 min. 2022 verpasste er bei den NCAA_Hallenmeisterschaften als Vierter über 3000 Meter knapp die Podestplätze. Im April steigerte er sich über 5000 Meter auf 13:19,34 min und konnte später Anfang Juni den NCAA-Titel für die University of Wisconsin über diese Distanz sichern, womit er in die Fußstapfen seines Vaters trat.
2023 lief Hacker im Februar in 7:43,94 min eine neue Hallenbestzeit über 3000 Meter. Eine Woche danach gewann er die Bronzemedaille bei den US-Hallenmeisterschaften über diese Distanz. Anfang Juli belegte er über 5000 Meter den siebten Platz bei den US-Meisterschaften im Freien. Eine Woche danach stellte er im belgischen Heusden-Zolder in 13:09,94 min eine neue 5000-Meter-Bestzeit auf. Damit wurde er ausgewählt, um im 5-km-Rennen bei den Straßenlauf-Weltmeisterschaften in Riga an den Start zu gehen. Dort trat er Anfang Oktober an und belegte den 14. Platz. 2024 wurde Hacker im Februar US-Vizehallenmeister im 3000-Meter-Lauf. Anschließend wurde er ins US-amerikanische Aufgebot für die Leichtathletik-Hallenweltmeisterschaften in Glasgow, seine ersten internationalen Meisterschaften bei den Erwachsenen, aufgenommen. In dem Wettkampf Anfang März blieb er knapp hinter seiner Hallenbestzeit zurück und belegte im Ziel den fünften Platz.

## Wichtige Wettbewerbe
| Jahr                           | Veranstaltung                   | Ort                            | Platz                          | Disziplin                      | Zeit                           |
| Startet für Vereinigte Staaten | Startet für Vereinigte Staaten  | Startet für Vereinigte Staaten | Startet für Vereinigte Staaten | Startet für Vereinigte Staaten | Startet für Vereinigte Staaten |
| ------------------------------ | ------------------------------- | ------------------------------ | ------------------------------ | ------------------------------ | ------------------------------ |
| 2016                           | U20-Weltmeisterschaften         | Bydgoszcz                      | 19.                            | 5000 m                         | 14:23,33 min                   |
| 2023                           | Straßenlauf-Weltmeisterschaften | Riga                           | 14.                            | 5 km                           | 13:36 min                      |
| 2024                           | Hallenweltmeisterschaften       | Glasgow                        | 5.                             | 3000 m                         | 7:45,40 min                    |

## Persönliche Bestleistungen
Freiluft
- Meilenlauf: 3:56,59 min, 1. Juni 2023, St. Louis
- 3000 m: 7:38,10 min, 20. Juli 2023, Luzern
- 5000 m: 13:09,64 min, 17. Mai 2024, Los Angeles

Halle
- Meilenlauf: 3:56,66 min, 22. Januar 2022, Iowa City
- 3000 m: 7:43,94 min, 11. Februar 2023, New York City
- 5000 m: 13:08,76 min, 26. Januar 2024, Boston

Straße
- 5-km-Lauf: 13:27 min, 15. April 2023, Boston